# Atractocerus reversus
Atractocerus reversus är en skalbaggsart som beskrevs av Walker 1858. Atractocerus reversus ingår i släktet Atractocerus och familjen varvsflugor. Inga underarter finns listade i Catalogue of Life.